# Akademisk dressur
Akademisk dressur er en måde at træne heste på. Grundprincipperne i akademisk dressur er at opbygge muskler, sener, knogler og led på hesten fra jorden af, inden man begynder at belaste dem under ridning, og så hestene er i stand til at bære rytteren ude at pådrage sig fysiske skader. Akademiske dressurtrænere går derfor meget op biomekanik og træner efter princippet "Dressuren er til for hestens skyld og ikke omvendt"
| Sport | Spire Denne artikel om sport er en spire som bør udbygges. Du er velkommen til at hjælpe Wikipedia ved at udvide den. |